# 索隆茨鄉
46°33′N 26°31′E / 46.550°N 26.517°E
索隆茨鄉（羅馬尼亞語：Comuna Solonț, Bacău），是羅馬尼亞的鄉份，位於該國東北部，由巴克烏縣負責管轄，處於布加勒斯特以北240公里，每年平均降雨量876毫米，海拔高度443米，2007年人口3,841。